# Alexandre Pouyé
Alexandre Pouyé (* 11. Mai 1993 in Bourg-Saint-Maurice) ist ein ehemaliger französischer Skilangläufer.

## Werdegang
Pouyé gab im Dezember 2013 in St. Ulrich am Pillersee sein Debüt im Alpencup, bei dem er im Sprint und über 10 km Freistil jeweils Rang 24 sowie Platz 23 im 15-km-klassisch-Massenstartrennen erreichte. Eine Woche später platzierte er sich in Gressoney-Saint-Jean mit Rang zwölf über 15 km klassisch und als 19. der anschließenden Verfolgung zweimal unter den besten zwanzig. Seine erste Top-10-Platzierung im Alpencup gelang Pouyé am 9. Januar 2015 mit Platz sieben beim Sprint in Oberwiesenthal; zwei Tage später wurde er am selben Ort Vierter über 15 km klassisch. Im Dezember 2015 erreichte Pouyé in Prémanon über 15 km klassisch erneut Rang vier und gab eine Woche darauf in Toblach über dieselbe Distanz sein Debüt im Weltcup, das er als 49. beendete. Ende Februar 2016 gewann Pouyé bei den U23-Weltmeisterschaften in Râșnov Bronze über 15 km Freistil und erzielte kurz darauf beim Alpencup am Arber mit Rang zwei über 15 km klassisch seine erste Podiumsplatzierung innerhalb der Serie. Im Dezember 2016 startete er in Ruka letztmals im Weltcup und errang dabei den 62. Platz im Sprint.